# FV721 Fox
FV721 Fox — це розвідувальна машина з колісною формулою 4х4, яка була розроблена у 60-х роках у британському Науково-дослідницькому центру дослідження бойових машин (підрозділ державної Агентство оборонних досліджень та оцінок). У 1967 році компанію. Daimler (Ковентрі) було виготовлено дослідний зразок, а серійне виробництво було освоєно Royal Ordnance Factory. Перші машини були передані до армії у 1973 році.
У 1986 році, після того як компанія Vickers Defence System придбала Royal Ordnance Factory, виготовлення машин Fox було зупинено.
На даний час бронеавтомобілі Fox на озброєнні армії Великої Британії не знаходяться.

## Історія
У 1960-х Центр дослідження та розробки бойових машин (підрозділ державного Агентства оборонних досліджень та оцінок) розробив два розвідувальних автомобілі, Бойовий розвідувальний автомобіль (гусеничний) Scorpion (FV101) та Бойовий розвідувальний автомобіль (колісний) Fox (FV721), обидва мали бензиновий двигун Jaguar об'ємом 4,2 літри.
Розробка Fox почалася у 1965 і у цьому ж році компанія Daimler з Ковентрі отримала контракт на будівництво 15 прототипів. Перший було зроблено у листопаді 1967, а останній у квітні 1969. Випробування почалися у 1968, а перше офіційне повідомлення про Fox було зроблено у жовтні 1969.
Наступного року Fox було прийнято на службу до британської армії, а замовлення на виробництво отримала Royal Ordnance Leeds.
Виробництво було розпочато у 1972, а перша машина була готова у 1973. Виробництво Fox було завершено Royal Ordnance Leeds, яку придбала Vickers Defence Systems у 1986.
Daimler закінчив виробництво Ferret у 1971 і після цього закрив завод з виробництва броньованих автомобілів.
Зараз Fox знято зі служби у британській армії. З деяких були зняті башти і встановлені на Alvis Scorpion CVR(T). Ці машини стали відомі під назвою Sabre.
Усі зварні алюмінієві башти для бронеавтомобілей Fox були вироблені Alvis Vehicles.
Невелика кількість башт Fox була встановлена на FV43, гусеничний бронетранспортер. Вони поставлялися Берлінській бригаді, але деякі зараз використовуються у тренувальних цілях.

## Опис конструкції
Fox є подальшим розвитком легкого розвідувального автомобіля Ferret і мав зварний корпус та башту з алюмінієвої броні яка захищала від вогню середньої та важкої стрілецької зброї та осколків.
Водій розташовувався у передній частині і мав люк, який відкидався вправо, з ширококутним перископом який можна було замінити на пасивний прилад нічного бачення.
У центрі розташовувалася башта з місцями командира/заряджаючого зліва та навідника справа. Командир мав бінокулярний перископ, який обертався, зі збільшення від x 1 до x 10 та сім оглядових перископів. Навідник мав денний бінокулярний перископ поєднаний з гарматою, зі збільшенням від x 1 до x 10 та два оглядових перископи.
Справа від гармати було змонтовано пасивний нічний приціл GEC-Marconi Defence Systems SPAV L2A1 зі збільшенням до x 5,8 (поле огляду 8°) та зменшенням до x 1,6 (поле огляду 28°), перше збільшення для стрільби, а друге для спостереження. Підсилювач зображення захищений від полум'я стрільби за допомогою затвора який пов'язано з гарматою. При виборі збільшеного зображення автоматично вмикається підсвічена балістична сітка з контролем яскравості. Вікно об'єктива очищується двірниками і змивачем, а сам приціл захищено броньованим капотом з дверцятами які зачинені коли приціл не використовується. Нічний приціл L2A1 також може виявляти інфрачервоні прилади.
Радіостанції знаходяться у кормовій частині башти, а батареї зберігаються під фальш підлогою у відсіку екіпажу.
Моторний відсік знаходиться позаду. Двигун та допоміжні механізми, основна та передаючі коробки передач, змонтовані як силова установка яку можна вийняти через кормові дверцята. Двигун — це військова версія 4,2 літрового двигуна Jaguar XK зі зменшеним коефіцієнтом стиснення (7,75:1) для використання військового бензину.
Система охолодження має два радіатори розташовані горизонтально у верхній і задній частині двигуна та пари канальних відцентрових вентиляторів. Блок масло/водяний теплообмінник служить для двигуна і коробки передач.
Потужність передається від двигуна до коліс через гідромуфти. Машина має п'ятиступінчасту коробку передач попереднього вибору.
Незалежною підвіска включає верхній і нижній поперечний важіль, спіральну пружину і гідравлічний телескопічний демпфер. Шини зроблені боєстійкими.
Fox може долати водну перешкоду глибиною до 1 м без підготовки. Після встановлення плаваючого екрану навколо верхньої частини корпусу екіпажем за 2 хвилини дає можливість автомобілю пересуватися через водну перешкоду на плаву. У передній частині екрану є прозорі панелі для огляду. Fox може підніматися або спускатися схилами ріки з нахилом 46 відсотків.
Fox розроблено для роботи у температурному діапазоні від -40 до +50 °C, а також для перевезення літаками. Lockheed Martin C-130 може перевозити три Fox або два для скидання на парашуті.
Стандартне обладнання бронеавтомобілів британської армії складається з інфрачервоних фільтрів для фар, прожектору для командиру, зовнішніх сховищ з обох боків між колесами, каністру з питною водою об'ємом 13,6 л. Додаткове обладнання включає в себе засоби навігації, обладнання для виявляння ядерного та хімічного забруднення та радіолокатор ZB 298, встановлений на лівій стороні башти.

## Озброєння
Головним озброєнням the Fox є Royal Ordnance 30 мм гармата L21 RARDEN з якої можна вести вогонь бронебійними підкаліберними снарядами які виробляли Royal Ordnance та PATEC з США. На додачу з гармати RARDEN можна стріляти стандартними британським снарядами APSE-T, HEI-T та PRAC-T, а також стандартними снарядами Oerlikon Contraves HE, AP та практичними.
Гармата може стріляти одиночними пострілами або чергами з шести снарядів. Пусті обойми автоматично викидаються за межі башти.
7,62 мм кулемет L37A2 спарено з лівого боку основної гармати, а чотири 66 мм димових гранатомети розташовані з чотирьох боків башти. Усе озброєння має електричний спуск.

## Варіанти

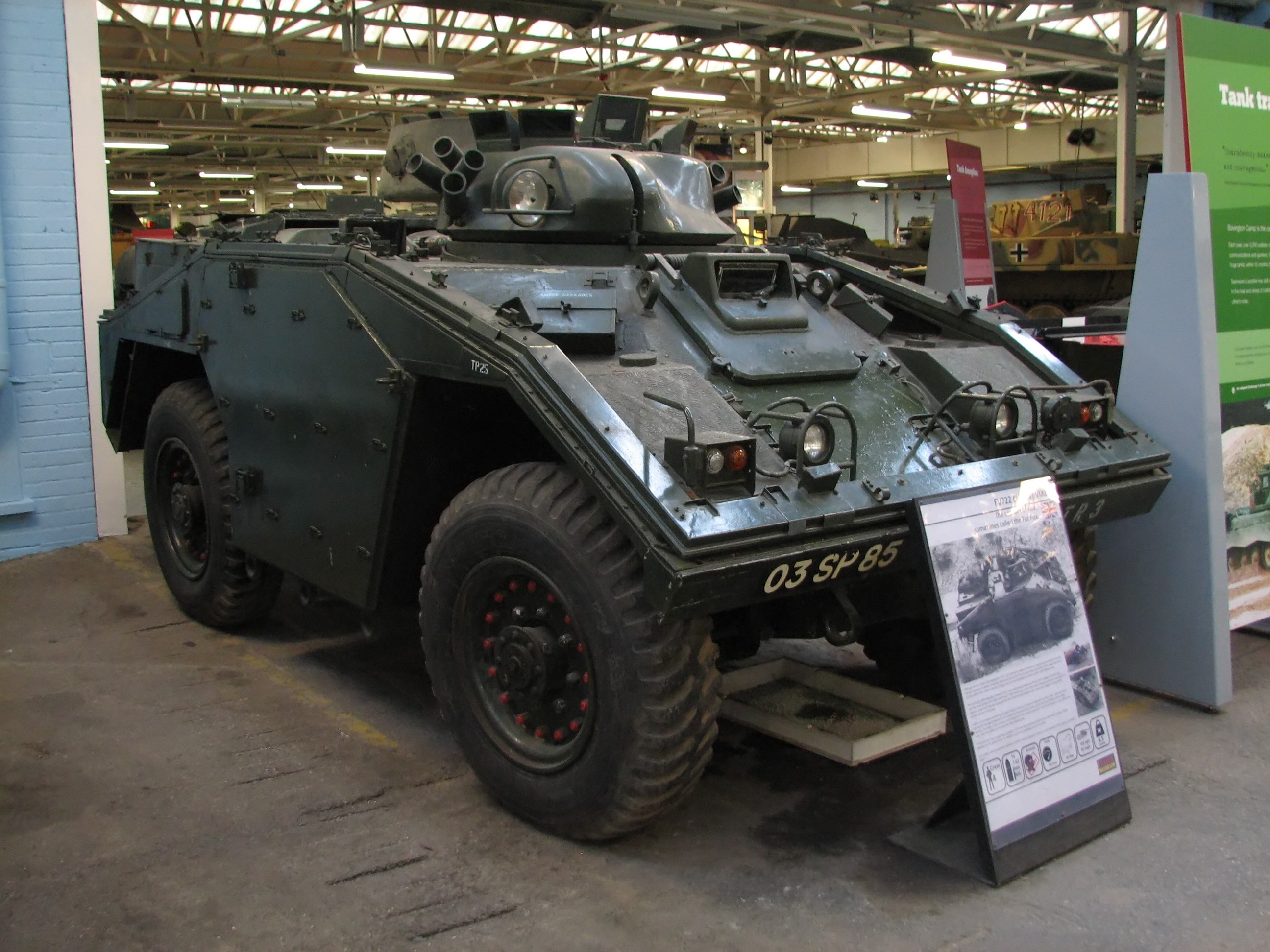
FV722 Vixen прототип у танковому музеї у Бовінгтоні

- FV722 Vixen — версія без башти. Зразок виставлено у музеї у Бовінгтоні.
- Polecat — була принаймні одна версія на шасі Fox оснащена стандартною баштою GPMG і один варіант з більшою баштою з кулеметом M2. Обидва пропонувалися Ірландії як патрульні машини.
- Panga — експортний варіант для Малайзії з баштою Helio FVT-800. Лише прототип.
- Fox-Scout — ескортна версія з 7,62 мм кулеметом (MAG або Chain gun). Лише прототип.
- Fox 25 — озброєний 25 мм Chain Gun у Снайперській турелі. Екіпаж: 2. Лише прототип.
- Fox MILAN — винищувач танків з ракетами MILAN. Лише прототип.
- Sabre — башта Fox на шасі FV101 Scorpion утворила нову розвідувальну машину Sabre. Дешевший за подібний FV107 Scimitar. Створено 136 Sabres.
- FV432/30 — невелика кількість башт Fox була додана до модифікованого FV 432 у середині 1970-х для Берлінської бригади.

## Оператори

### Сучасні
Малаві — 70/20

 Нігерія — 55/75

### Колишні
Велика Британія — 200